# 줄리 테이머
줄리 테이머(Julie Taymor, 1952년 12월 15일 ~ )는 미국의 영화 감독, 연극 감독, 영화 각본가이다.

## 작품 목록

### 영화
- 타이투스 (1999)
- 프리다 (2002)
- 어크로스 더 유니버스 (2007)
- 더 템피스트 (2010)
- 글로리아의 여정 (2020)